# Beatmatching

Alineación de ritmos en el proceso de beatmatching:
- desajuste del tempo (tempo mismatch)
- desajuste de las fases (phase mismatch)
- Beat igualado (beat-matched)

El beatmatching (del inglés, beat «pulso» y match «coincidir») o pitch cue («señal de tono») es una técnica musical usada por los DJs por la que se altera la velocidad (Time stretching) de una pista para que su tempo musical coincida con la de otra pista, de modo que se sincronizan los beats (y, generalmente, los compases) de ambas canciones. El beatmatching forma parte de lo que se denomina beatmixing que emplea beatmatching combinado con ecualización, atención al fraseo y selección de pista en un intento de hacer una mezcla única que fluya y tenga una buena estructura.
La técnica fue desarrollada para evitar que la gente abandonase la pista de baile tras acabar la canción, ya que se enlaza con la siguiente sin necesidad de pausas. En estos días se considera básico entre los DJs de música electrónica saber dominar el beatmatching, y es una práctica estándar en los clubes mantener el ritmo constante durante toda la noche, incluso si los DJ se relevan.
El beatmatching ya no se considera una novedad, y el nuevo software digital ha hecho que la técnica sea mucho más fácil de controlar.

## Técnica
La técnica de beatmatching consta de los siguientes pasos:
1. Mientras se reproduce un registro, comienza a reproducir un segundo registro, pero solo se supervisa a través de auriculares, no se alimenta al sistema de megafonía principal. Utiliza el control de ganancia (gain o trim) en el mezclador para que coincida con los niveles de los dos registros.
2. Reinicia y desliza (slip-cue) el nuevo registro en el momento adecuado, al compás del registro que se está reproduciendo actualmente.
3. Si el ritmo en el nuevo registro llega antes del ritmo en el registro actual, entonces el nuevo registro es demasiado rápido; reduce el tono y reduce manualmente la velocidad del nuevo disco para volver a sincronizar los ritmos.
4. Si el ritmo en el nuevo registro alcanza después del ritmo en el registro actual, entonces el nuevo registro es demasiado lento; aumenta el tono y aumenta manualmente la velocidad del nuevo registro para volver a sincronizar los ritmos.
5. Continúa este proceso hasta que los dos registros estén sincronizados entre sí. Puede ser difícil sincronizar los dos registros perfectamente, por lo que es necesario un ajuste manual de los registros para mantener la sincronización del tiempo.
6. Poco a poco se desvanecen en partes de la nueva pista mientras se desvanece la antigua. Mientras esté en la mezcla, asegurarse de que las pistas aún estén sincronizadas, ajustando los registros si es necesario.
7. El desvanecimiento (fade) puede repetirse varias veces, por ejemplo, desde la primera pista, desvanecerse hasta la segunda pista, luego volver a la primera, luego a la segunda nuevamente.

Una de las cosas clave a considerar cuando el beatmatching es el tempo de ambas canciones y la teoría musical tras las canciones. Intentar batir canciones con ritmos (BPM) completamente diferentes dará como resultado que una de las canciones suene demasiado rápido o demasiado lento.
Al hacer beatmatching, una técnica popular es variar la ecualización de ambas pistas. Por ejemplo, cuando los kicks se producen en el mismo beat, puede ocurrir una transición más fluida si se quitan las frecuencias más bajas de una de las canciones y se aumentan las frecuencias más bajas de la otra canción. Hacerlo se crea una transición más suave. 

### Tono y tempo
El tono y el tempo de una pista están normalmente ligados. Es decir, si se gira un disco un 5% más rápido, el tono será un 5% más agudo y el tempo será un 5% más alto. Sin embargo, algunos softwares de DJ modernos pueden cambiar el tono y el tempo de forma independiente, como Ableton Live, utilizando estiramientos de tiempo y cambios de tono, lo que permite la mezcla armónica. También hay una característica en el software de DJ moderno que puede llamarse «tempo maestro» o «ajuste clave» que cambia el tempo manteniendo el tono original.

## Historia
El beatmatching fue inventado por Francis Grasso a finales de los años 60 y principios de los 70. Inicialmente contaba el tempo con un metrónomo y buscaba discos con ese mismo tempo.  Más tarde, Alex Rosner construyó un mezclador para él que le permitía escuchar cualquier canal en los auriculares independientemente de lo que se escuchaba en los altavoces; Esto se convirtió en la característica definitoria de los mezcladores de DJ (DJ mixer). Eso y los tocadiscos con control de tono le permitieron mezclar pistas con diferentes tempo al cambiar el tono de la pista cued (la pista redirigida a los auriculares) para que coincida con su tempo con la pista que se está escuchando por el oído. Esencialmente, la técnica que originó no ha cambiado desde entonces.
Actualmente, la combinación de ritmos se considera fundamental para el oficio de DJ, y las características que lo hacen posible son un requisito para los aprendices de DJ. En 1978, se lanzó el tocadiscos Technics SL-1200MK2, cuyo control de tono deslizante cómodo y preciso y motor de accionamiento directo de alto par facilitaron la combinación de ritmos y se convirtió en el estándar entre los DJ. Con la llegada del disco compacto, varias compañías introdujeron reproductores de discos compactos orientados a DJ con control de tono y otras características que permiten la coincidencia de ritmos (y a veces scratch), llamados CDJ.
Más recientemente, se ha desarrollado softwares con capacidades similares para permitir la manipulación de archivos de audio digital almacenados en computadoras que usan plataformas giratorias con discos de vinilo especiales (por ejemplo, Final Scratch, M-Audio Torq, Serato Scratch Live...) o una interfaz de computadora (por ejemplo, Traktor DJ Studio, Mixxx , DJ virtual...). Otro software que incluye el emparejamiento algorítmico de ritmos es Ableton Live, que permite la manipulación y la deconstrucción de música en tiempo real, o Mixmeister, una herramienta para la creación de DJ Mixsets. El software gratuito como Rapid Evolution puede detectar los beats per minute y determinar el porcentaje de diferencia de BPM entre canciones. 
El cambio de hardware puro a software está en aumento, y los grandes DJs están introduciendo nuevos equipos en sus kits, como la computadora portátil, y disminuyendo la dificultad de llevar cientos de CDs con ellos. La creación del reproductor de mp3 permitió a los DJ tener una herramienta alternativa para el DJing. Las limitaciones con el equipo de DJ de reproductor de mp3 han significado que solo el equipo de segunda generación, como el IDJ2 o el Cortex Dmix-300, tiene el control de tono que altera el tempo y permite la combinación de ritmos en un reproductor de música digital. Sin embargo, las recientes incorporaciones a la familia Pioneer CDJ, como el CDJ-2000, permiten conectar reproductores de mp3 y otros dispositivos de almacenamiento digital (como discos duros externos, tarjetas SD y memorias USB) al dispositivo CDJ a través de puertos USB. Esto le permite al DJ hacer uso de las capacidades de combinación de ritmos de la unidad CDJ mientras reproduce archivos de música digital desde el reproductor de mp3 u otro dispositivo de almacenamiento.
Los hardware y software para DJing más modernos ofrecen una función de sincronización (sync) que ajusta automáticamente el tempo entre las pistas que se mezclan para que el DJ ya no tenga que perder tiempo ni esfuerzo haciendo coincidir los ritmos. Esto ha causado cierta controversia en la industria de DJ, ya que casi cualquier persona puede hacer beatmatching gracias a la nueva función.